# Schlacht bei Mahenge
Die Schlacht bei Mahenge war ein Kampf zwischen Maji-Maji-Anhängern und Soldaten der Station Mahenge in Deutsch-Ostafrika Ende August 1905. Die mit Maschinengewehren ausgerüsteten Deutschen schlugen die angreifenden Afrikaner zurück, die dabei hohe Verluste erlitten. Die Schlacht bei Mahenge war die größte Schlacht des Maji-Maji-Aufstands, der danach in einen Guerilla-Krieg der Afrikaner und einen Krieg der verbrannten Erde durch Deutsche überging.  

## Hintergrund
Im Juli 1905 erhoben sich im Süden des heutigen Tansania mehrere Völker gegen die deutsche Herrschaft. Die Erhebung hatte ihre Ursachen unter anderem in der zunehmenden Reglementierung durch die  Kolonialverwaltung. Das Gouvernement in Daressalam griff in Form von Besteuerungen und Pflanzungspflichten, über Jagd- und Waffengesetze, bis hin zur Zwangsarbeit immer mehr in die traditionellen Lebensweisen der Ostafrikaner ein. Den Anlass zum Aufstand bot die Heilslehre des Magiers Kinjikitile Ngwale, dessen Zauberwasser Maji-Maji unverwundbar machen sollte. Ngwale wurde zu Beginn des Aufstands von den Deutschen hingerichtet. Sein Kult lebt jedoch fort und verband die Völker verschiedener Regionen in seltener Eintracht. In seinen letzten Worten vor seinem Tod soll Ngwale gesagt haben, nun reiche die Wirkung des Maji-Maji bereits bis nach Mahenge. Dort befand sich ein lokaler Verwaltungssitz und Kompaniestandort, Boma genannt. Er sollte tatsächlich zu den europäischen Niederlassungen zählen, die in den ersten Wochen des Aufstands angegriffen wurden.

## Teilnehmer
Verwaltungschef und Kommandant der örtlichen, 12. Schutztruppen-Kompanie war zum Zeitpunkt der Schlacht Hauptmann Theodor von Hassel – Vater des späteren Bundestagspräsidenten und Verteidigungsministers, Kai-Uwe von Hassel. Zu den deutschen Militärangehörigen der 12. Kompanie zählten ferner:
- Zahlmeister-Aspirant Voigt,
- Feldwebel Münzner,
- Sanitäts-Sergeant Max Knispel,
- sowie Unteroffizier Friebe.

Neben den wenigen deutschen und einigen Dutzend afrikanischen Soldaten, den Askaris, befanden sich auch Hilfstruppen eines verbündeten Sultans unter den Verteidigern. Zudem flüchteten sich Reisende und Geistliche in die Station.
Die Angreifer entstammten vorwiegend dem Volk der Ngindo und der Pogoro. Im Unterschied zu anderen Kämpfern des Aufstands wurden sie – nach Volksgruppen getrennt – durch traditionelle Stammeshäupter und nicht von religiösen Hongo-Führern befehligt.

## Verlauf

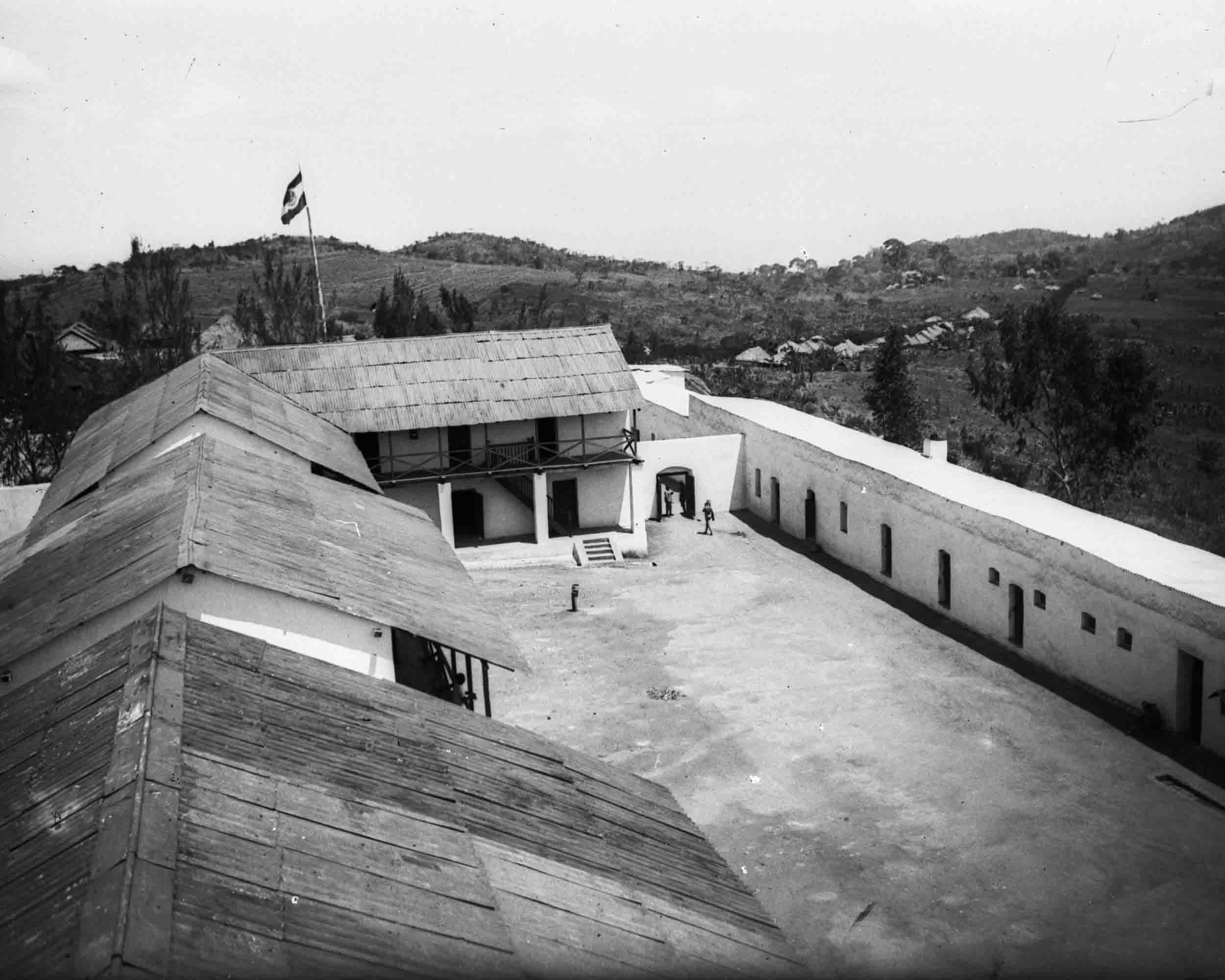
Hof der Station von Mahenge nach dem Aufstand (Foto von 1907–1914)

Von Hassel war erst am 27. August 1905 von einem Feldzug gegen die Aufständischen zurückgekehrt. Alarmiert von Angriffsmeldungen ließ er zwei Maschinengewehre (MG) auf einem hölzernen Hochstand postieren sowie Palisaden, Schützengräben, Dorn- und Drahtverhaue anlegen. Zudem wurde ein möglichst freies Schussfeld geschaffen und Entfernungsmarkierungen im Umkreis der Station abgesteckt. Ein Eilbote mit der Bitte um Unterstützung wurde nach Daressalam entsandt.
Am 29. August 1905 näherten sich die Aufständischen in mehreren Gruppen der Station. Angaben zur Gesamtzahl der Angreifer reichen von 3.000 bis 20.000. Ausgerüstet mit traditionellen Stichwaffen, Schilden, Keulen und veralteten Vorderlader-Gewehren vertrauten sie auf die Wirkung des Zauberwassers Maji-Maji. Getränkte Kränze aus Hirsestengeln wurden als Maji-Maji-Symbol auf den Köpfen getragen. Es sollte sie vor Gewehrkugeln schützen und selbst Mauern zum Einsturz bringen.
Beim Sturmangriff am 30. August 1905 im Süden der Station blieben jedoch reihenweise Maji-Maji-Anhänger tödlich getroffen im präparierten Vorfeld liegen, niedergeschossen von breitgefächertem MG-Feuer. Augenzeugen berichteten später von gespenstischen Szenen, als die Kugelhagel der automatischen Waffen die Menschenwogen trafen. Im Nahbereich kamen Gewehrsalven der Askaris hinzu. Nach einer weiteren Annäherung im Osten der Station flüchteten die Angreifer, ohne die Befestigungsmauern erreicht zu haben. Am folgenden Tag griff eine andere Gruppe im Norden an. Da dieser Bereich um die Station bebaut und unübersichtlicher war, bot sich hier den Angreifern mehr Deckung. Daher schickte von Hassel die einheimischen Hilfstruppen zum Nahkampf entgegen. Vereinzelt gelangten Angreifer bis an die Umfassung der Station, mussten hier jedoch abermals feststellen, dass das Maji-Maji wirkungslos blieb. Auch der Einsatz vergifteter Pfeile brachte keinen Erfolg. Nach enormen Verlusten – Schätzungen gehen von mindestens 600 Toten aus – sahen die Afrikaner von weiteren Angriffen ab. Auf deutscher Seiten sollen lediglich 20 Hilfssoldaten gefallen sein. Allerdings drohte der Schutztruppe die Munition zur Neige zu gehen.
Am 20. September 1905 wurde die Besatzung der Station Mahenge durch die 2. Kompanie der Schutztruppe unter dem Kommando von Hauptmann Ernst Nigmann entsetzt. Zugleich traf Munitionsnachschub ein.

## Folgen
Angesichts ihrer Unterlegenheit in Feldschlachten und der offenbarten Unwirksamkeit der Maji-Maji-Magie gingen die Aufständischen zu einer Guerilla-Taktik über. Die Antwort der Deutschen war die Taktik der verbrannten Erde: Um jeglichen Rückzugsraum zu nehmen, wurden Dörfer und Felder zerstört. Dadurch gewann der Krieg an Härte und führte bis 1908 zu Zehntausenden, wenn nicht gar Hunderttausenden, Toten in der Zivilbevölkerung.

## Sonstiges
Unter den Eingeschlossenen von Mahenge befand sich auch der deutsche Tiermaler Friedrich Wilhelm Kuhnert, der auf einer Afrikareise in die deutsche Station geflüchtet war.
Die Schlacht bei Mahenge wurde im Rahmen der ZDF-Dokumentation Kopfjagd in Ostafrika aus der Reihe Das Weltreich der Deutschen nachgestellt.